# フィリピンにおける死刑
フィリピンにおける死刑（フィリピンにおけるしけい）では、フィリピン共和国における死刑について解説する。
なお、死刑制度は2006年6月24日に廃止された。

## 歴史

### スペイン植民地時代（1565年-1898年）

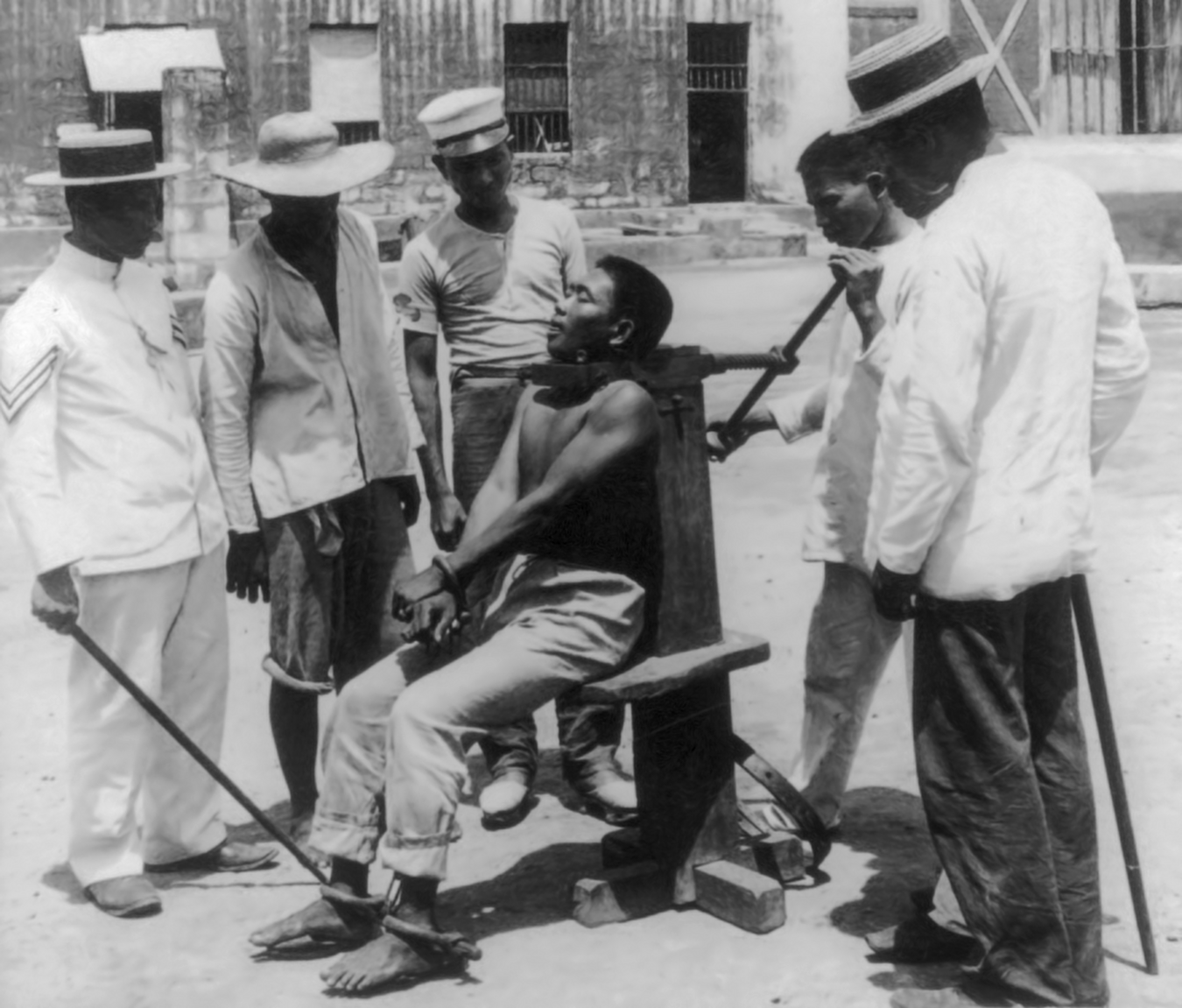
1901年にフィリピンで行われた鉄環絞首刑の様子。

反逆罪と軍隊犯罪には銃殺刑、一般犯罪にはスペインと同じ鉄環絞首刑が執行されていた。ホセ・リサールがスペイン政府により1896年12月30日の朝、銃殺執行隊によって処刑された。

### アメリカ植民地時代（1898年-1946年）
1926年にアメリカから電気椅子が導入される。

### 独立時代（1946年-現在）
フェルディナンド・マルコス大統領の独裁政治の中で、麻薬密売は銃殺刑になった。麻薬密売人Lim Sengの死刑がテレビで全国放送された。1976年に電気椅子が使用停止になると銃殺刑が唯一の執行方法となった。
1986年にフェルディナンド・マルコスが追放されたあと、新しく起草された憲法は一部の特定犯罪を除いて死刑を禁止した。それは、実質的に死刑が廃止されたことを意味していた。しかし、フィデル・ラモス政権の下で死刑制度は復活した。

#### フィデル・ラモス政権下での死刑復活
フィデルラモス大統領はクーデター未遂が相次いだ困難な時局を乗り切るため死刑を復活させた。1976年に電気椅子が廃止されるとガス室による死刑執行を行い、ジョセフ・エストラーダ政権時代には薬殺刑に変更された。ジョセフ・エストラーダ大統領が2000年11月13日に弾劾されると死刑執行は停止されモラトリアム状態に入った。

#### グロリア・アロヨ政権下での廃止
2006年4月15日に1,230人の死刑囚の刑が終身刑に減刑された。アムネスティ・インターナショナルは「死刑宣告の過去最大の交換」であると発表した。2006年6月24日に死刑を廃止する共和国法No.9346が可決されグロリア・アロヨ大統領によって署名され正式に死刑制度が廃止された。

## 死刑復活への動き
2016年の大統領選挙にて、前ダバオ市長ロドリゴ・ドゥテルテは死刑制度復活を政策のひとつに挙げていた。
大統領選で勝利したドゥテルテは「犯罪者どもの死体をマニラ湾に投棄する」と誓約した。2016年12月、特定の「凶悪犯罪」に対する死刑を再導入する法案が下院に提出され、委員会の審査を通った。法案は2017年の2月に下院において可決された。しかし2017年4月、上院においては票が足りず、法案は否決された。
2017年に行われた調査では、フィリピン国民の67%が死刑制度復活を支持している。
2019年7月、上院議員のマニー・パッキャオおよびボン・ゴーらにより、国会第18会期の開始に先立って、死刑復活を求める法案が上院に提出された。

## 執行方法
スペイン植民地時代にはスペインと同じ方式が採用され、アメリカ植民地時代から独立後はアメリカ方式を採用している。そのため、アメリカ以外の国としては唯一の電気椅子採用国と言われている。
- 鉄環絞首刑（スペイン統治時代からアメリカの統治時代まで使用されていた。）
- 電気椅子（1926-1976）
- 銃殺刑
- ガス室
- 薬殺刑